# Albatros D.V
Albatros D.V – niemiecki dwupłatowy samolot myśliwski zaprojektowany  i zbudowany w niemieckiej wytwórni Albatros-Werke GmbH w Berlinie.

## Historia

Silnik Mercedes D.IIIa eksponowany w MLP w Krakowie

Następca modelu D.III. Zmieniono w nim głównie konstrukcję kadłuba (o owalnym przekroju). Zmieniono kształt steru kierunku na zaokrąglony – taki jak w samolotach D.III produkcji OAW. Inaczej rozwiązano również konstrukcję napędu lotek. Zmiany były więc niewielkie. Nowy samolot był lżejszy od swojego poprzednika, ale nie była to udana konstrukcja. Najpoważniejszą wadą było urywanie się dolnego płata. Próbowano temu zaradzić budując mocniejszą wersję D.Va, jednak tej wady nie wyeliminowano aż do końca wojny; mimo to do stycznia 1918 r. zbudowano 900 Albatrosów D.V i 1612 Albatrosów D.Va. Na samolocie D.V latał m.in. Manfred von Richthofen, jednak miał on o tej maszynie nie najlepsze zdanie.

## Użycie samolotu w lotnictwie polskim
Po zakończeniu I wojny światowej samoloty Albatros D.V były używane w nowo powstałym lotnictwie polskim.